# Ein Kriegsende
Ein Kriegsende er en novelle af den tyske forfatter Siegfried Lenz fra 1984. Bogen blev oprindelig skrevet som TV film, men udkom også i bogform kort efter filmen.
Ombord på en tysk minestryger i Østersøen bliver kommandanten frataget sin kommando af besætningen og anholdt. Er dette mytteri? Et eksemplarisk tilfælde belyser det vanskelige forhold mellem lydighed og ansvar, mellem undtagelsestilstand og human moral.
En tysk minestryger stationeret i Danmark, får ordre på, at sejle til Kurland for at hjælpe med evakueringen af sårede tyske soldater der er indesluttet af sovjetiske styrker. Undervejs erfarer besætningen, at de tyske tropper i Danmark og Nordvesttyskland har kapituleret. Kaptajnen og officererne vil forsætte til Kurland hvor der stadig kæmpes, men besætningen gør mytteri og overtager skibet. 
Bogen bygger på en virkelig begivenhed "Mytteriet på M 612", hvor 11 tyske besætningsmedlemmer fra minestrygeren den 5. maj, ved en tysk krigsret på Sønderborg Kaserne blev dømt og henrettet. Henrettelserne foregik ved midnat mellem den 5. og 6. maj, altså efter tyskerne i Danmark og Nordtyskland havde kapituleret. De sidste rester af Tyskland kapitulerede officielt først den 8. maj 1945. 
Den sidste henrettelse efter dom fandt sted i Flensborg to dage efter kapitulationen, om morgenen den 11. maj , hvor marinesoldaten Johann Christian Süß (de) blev henrettet for undergravelse af disciplinen. 